# بوب غراي (متزحلق)
بوب غراي (بالإنجليزية: Bob Gray)‏ هو متزحلق أمريكي، ولد في 25 أبريل 1939 في براتلبورو في الولايات المتحدة.

## وصلات خارجية
- بوب غراي على موقع أوليمبيديا (الإنجليزية)